# Jay Chandrasekhar
Jayanth Jambulingam Chandrasekhar (* 9. dubna 1968 in Chicagu, Illinois) je herec, komik, spisovatel a filmový režisér. Je členem komického týmu Broken Lizard. Nejznámější je jako režisér filmu Mistři hazardu a jako hrdina filmů Superpoldové, Klub hrůzy a Beerfest. Účinkoval také jako taxikář ve skeči „Terror Taxi“ z filmu Jackass 2.
Navštěvoval střední školu Lake Forest Academy. Promoval na Colgate University, kde byl člen komediální herecké společnosti Charred Goosebeak a společenství Beta Theta Pi.

## Filmografie

### Filmy
- Jackass 2 – on sám / Terror Taxi
- Mistři hazardu – univerzitní policista 1
- Klub hrůzy – Putman
- Superpoldové – Arkhad Ramathorn
- Puddle Cruiser – Zach
- Beerfest – Barry Badrinath

### Televize (jako hostující režisér)
- Cracking Up (epizoda „Grudge Match“)
- Arrested Development (čtyři epizody)
- Oliver Beene (epizoda „Kissing Babies“)
- Andy Richter Controls the Universe (epizoda „Saturday Early Evening Fever“)
- Kolej, základ života (tři epizody)
- The Loop (dvě epizody)

### Televize (jako host)
- Attack of the Show (Host, 16.–18. dubna 2007)